# Phronia triangularis
Phronia triangularis är en tvåvingeart som beskrevs av Johannes Winnertz 1863. Phronia triangularis ingår i släktet Phronia och familjen svampmyggor. Arten har ej påträffats i Sverige. Inga underarter finns listade i Catalogue of Life.